# Eremaeus salish
Eremaeus salish är en kvalsterart som beskrevs av Valerie M. Behan-Pelletier 1993. Eremaeus salish ingår i släktet Eremaeus och familjen Eremaeidae. Inga underarter finns listade i Catalogue of Life.